# 미호촌 (시즈오카현)
미호촌(일본어: 三保村)은 일본 시즈오카현 우도군→아베군에 있던 촌이다. 현재의 시즈오카시에 해당한다.

## 역사
- 1889년 4월 1일 - 정촌제 시행에 의해 우도군 미호촌이 성립하였다.
- 1896년 4월 1일 - 군제 시행에 의해 아베군 미호촌이 되었다.
- 1924년 2월 11일- 시미즈정, 이리에정, 후지미촌과 합병해, 시미즈시가 성립하였다.

## 참고문헌
- 가도카와 일본 지명 대사전 22 静岡県